# 市政文员
市政文员是英语世界中许多市政府的高级官员。在包括美国的大多数社区，这一职位通过选举产生，在美国的一些州中，州宪法规定了市政文员的职责。